# モーク・チャンク・スイッチバック鉄道
モーク・チャンク・スイッチバック鉄道（英語: Mauch Chunk Switchback Railway）、初期にはモーク・チャンク鉄道（Mauch Chunk Railroad）、モーク・チャンク・サミット・ヒル・アンド・スイッチバック鉄道（Mauch Chunk, Summit Hill and Switchback Railroad）は、アメリカ合衆国ペンシルベニア州のモーク・チャンク（Mauch Chunk、現在はジム・ソープ）とサミット・ヒルを結ぶ全長9マイル（約14 km）の重力式鉄道である。軌間は3フィート6インチ(1,067 mm)。貨物輸送の廃止後は、1938年までローラーコースターとして使用されていた。

## 歴史
モーク・チャンク鉄道は、リーハイ炭鉱汽船が建設・所有していた。建設は1827年1月に既存の道路上で開始され、1827年5月5日に開通した。この路線では、会社がサミット・ヒルに持っている炭鉱から無煙炭をリーハイ川に面したモーク・チャンクの石炭積み出し場まで丘を下って輸送していた。帰りの空車はラバが牽引し、そのラバたちは丘を下るときは列車に載せられた。このため丘を下る方向の列車は行程を30分で走破したが、丘を登る方向では4時間もかかった。列車は時には14両編成で25米トン（約23,000 kg）の無煙炭を輸送した。この鉄道はアメリカ合衆国で2番目（石炭を輸送したものとしては最初）のものであり、景色が良くて丘を下る列車に乗車するのは刺激的なものでもあったため、観光客のアトラクションともなり、結果的に旅客輸送も開始された。まもなく石炭の輸送は午前中のみ扱われるようになり、旅客輸送が午後の時間を占めるようになった。この娯楽目的での利用は重要となり、最終的にこの鉄道の唯一の目的となり、またローラーコースターの開発につながった。この鉄道を訪れた有名人には、マクシミリアン・ツー・ヴィート＝ノイヴィート、ユリシーズ・グラント大統領、ウィリアム・バックハウス・アスター（ジョン・ジェイコブ・アスターの息子）、トーマス・エジソンなどがいる。
1846年にモーク・チャンク鉄道では、増大する石炭需要に応えて貧弱な単線の路線を拡張して2台の120馬力（89 kW）蒸気機関で駆動するケーブルカー（インクライン）を設置してラバの使用を置き換えた。インクラインの1台はピスガ山に664フィート（202 m）登り、もう1台はジェファーソン山に登っていた。丘を下る向きには引き続き重力で走行しており、これは上り勾配の途中に含まれる下り区間もそうであった。この上りの線路には独特の歯止め装置が取り付けられていて、ケーブルから外れた車両が丘を転がり落ちてしまわないようになっていた。この発明が後にローラーコースターに用いられる逆走防止装置に発展することになる。後に鉄道はモーク・チャンク・サミット・ヒル・アンド・スイッチバック鉄道へ改称した。改良によりこの鉄道で旅客が往復するのにかかる時間は4時間半から80分に短縮された。
1872年にこのスイッチバックの路線の代替としてパンサー・クリーク鉄道が開通した。セントラル・レールロード・オブ・ニュージャージーは1874年にこの路線を買収し、この路線を観光客向けアトラクションとして営業していたマンフォード兄弟に貸し付けた。1929年5月24日にセントラル・レールロード・オブ・ニュージャージーは路線を新たに設立されたモーク・チャンク・スイッチバック鉄道に売却し、この会社は路線を観光客用アトラクションとして1932年までさらに数年間運行したが、世界恐慌によって破綻した。資産に設定されていた抵当権が行使され、スクラップ業者のアイザック・ウェイナーに18,000ドル（今日の306,615ドルに相当）で売却された。
1976年にサミット・ヒルのルドロー通りからジム・ソープまでのかつての線路敷地47エーカー（19ヘクタール）がアメリカ合衆国国家歴史登録財に"Mauch Chunk and Summit Hill Switchback Railroad"として登録された。東麓には4か所の周辺地区が含まれている。
線路敷地は現在、スイッチバック鉄道トレイルとなっているが、しかしピスガ山のインクライン区間を再建する動きがある。

## ギャラリー

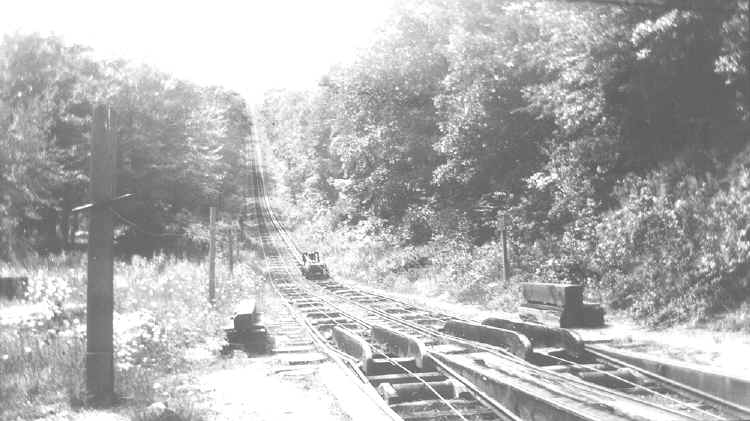
ジェファーソン山の斜面を見上げる
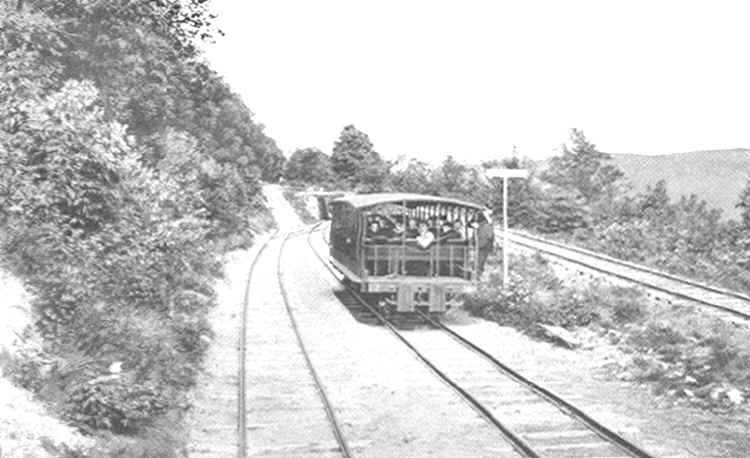
ファイブ・マイル・ツリー橋の近くを走る車両
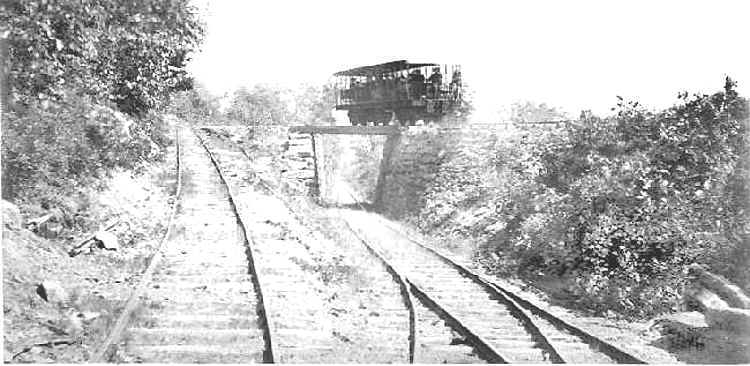
行程の中間付近、上り線と下り線が交差する地点
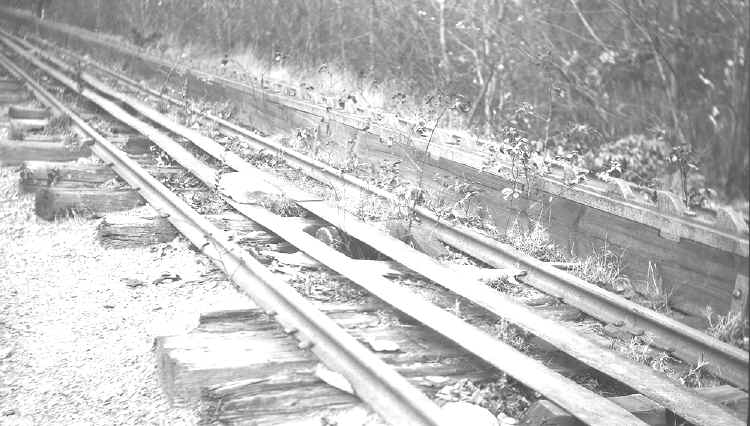
ケーブルと逆走防止装置を備えた線路
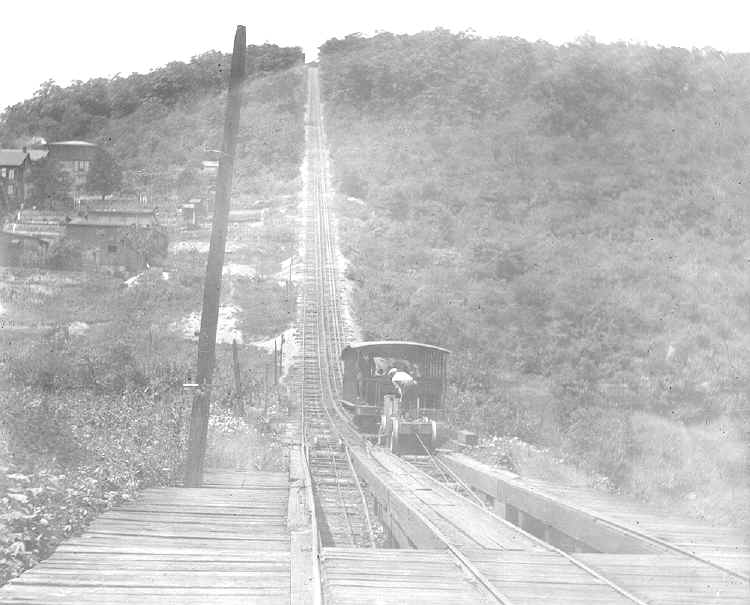
ピスガ山を見上げる
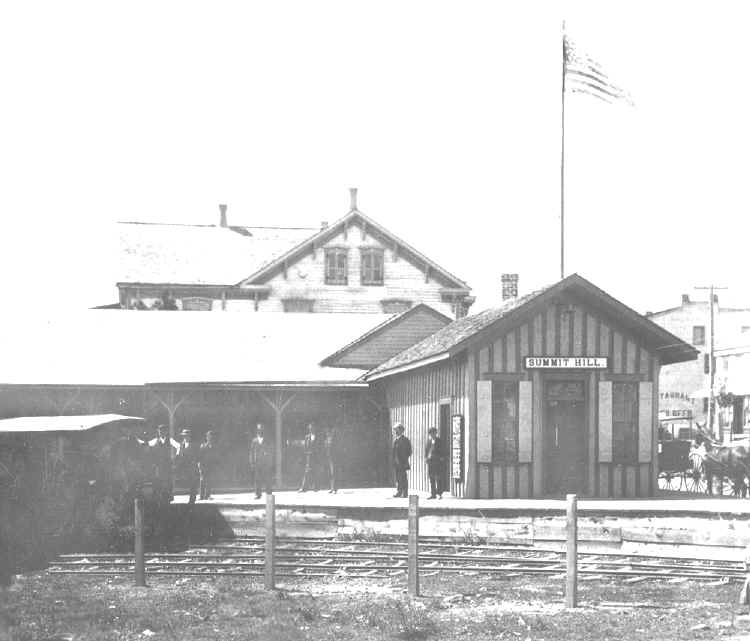
サミット・ヒル駅
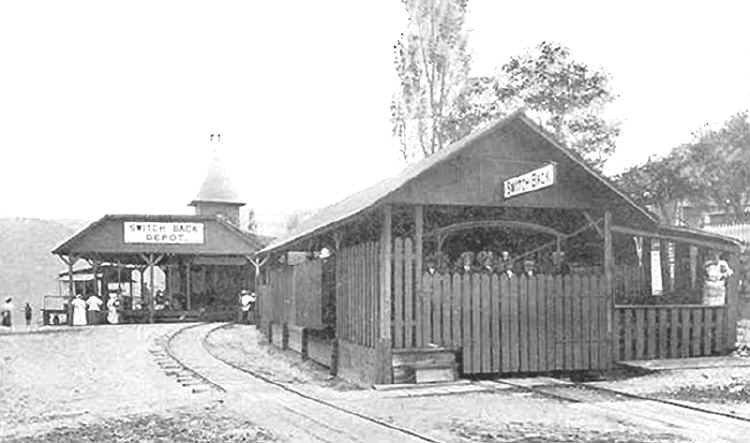
モーク・チャンク駅